# Johann Wenzel Wratislaw von Mitrowitz

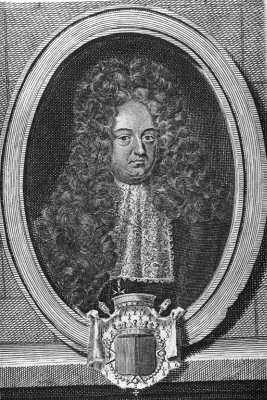
Johann Wenzel Graf Wratislaw

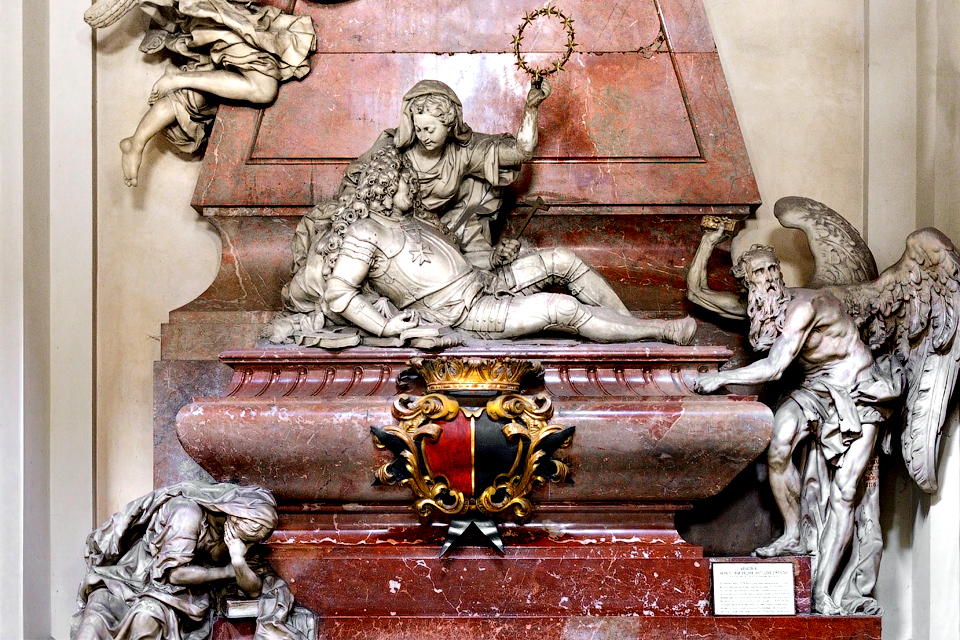
Epitaph in der Jakobskirche in der Prager Altstadt

Johann Wenzel Graf Wratislaw von Mitrowitz (* 25. November 1669 in Prag; † 21. Dezember 1712 in Wien) war Diplomat und Oberster Kanzler im Königreich Böhmen.

## Herkunft
Johann Wenzel Graf Wratislaw von Mitrowitz, Herr auf Jines, Dirna und Zalsy, stammte aus der sogenannten Protivin’schen Linie (begründet durch Georg Wratislaw von Mitrowitz) der böhmischen Uradelsfamilie Wratislaw von Mitrowitz. Er war ein Sohn des Franz Christoph Wratislaw von Mitrowitz, verehelicht mit Elisabeth Gräfin von Waldstein.

## Biographie
Johann Wenzel wurde Jurist und unternahm eine Bildungsreise durch Europa. Er wurde, gefördert von seinem Onkel Graf Franz Ulrich Kinsky, 1695 Mitglied der österreichischen Hofkanzlei, wurde kaiserlicher Geheimer Rat, Oberstlandrichter, später Obersthofmeister im Königreich Böhmen, 1699 kaiserlicher außerordentlicher Botschafter am königlich englischen Hof in London, 1707 desgleichen in besonderer Mission am königlich polnischen Hof und am königlich schwedischen Hof und in Den Haag, wo er am Zustandekommen der Allianz gegen Frankreich mitwirkte. Er unterschrieb am 7. September 1701 die Haager Große Allianz, nachdem er sich in den vorhergehenden Verhandlungen als Realist erwiesen hatte, der einsah, das Österreich nicht das gesamte spanische Erbe bekommen konnte. Zu dieser Zeit wurde er außenpolitischer Partner, Ratgeber und Freund des Feldherrn Prinz Eugen von Savoyen, mit dem er seine Aktionen künftig abstimmte. Er unterstützte diesen vor der zweiten Schlacht bei Höchstädt, indem er den englischen Feldherrn John Churchill, 1. Duke of Marlborough bewog, nach Süddeutschland zu ziehen, und anschließend half, die Aktionen der beiden Feldherren zu koordinieren. Nach der Eroberung Bayerns wurde nicht er, sondern der am Hof beliebtere Graf Löwenstein als Statthalter eingesetzt.
Als der österreichische Kaiser Leopold I. 1705 starb, wurde Wratislaw von Kaiser Joseph I. zum Kanzler des Königreich Böhmen und seinem außenpolitischen Berater ernannt. Er fand in dem ehemaligen Erzieher Josephs, Obristhofmeister Karl Theodor Otto zu Salm einen Konkurrenten, der ihm Steine in den Weg zu legen suchte.
In der Folgezeit riet Wratislaw Prinz Eugen von Savoyen davon ab, den Oberbefehl an der spanischen Front zu übernehmen, da sich seiner Meinung nach Italien und Österreich, nicht aber Spanien und Österreich gemeinsam regieren ließen und somit eine militärische Aktion, selbst wenn sie erfolgreich wäre, dort wenig Sinn ergeben würde. Nach dem Tod des Kaisers Joseph I. wurde Wratislaw als Minister Mitglied im Beirat der Regentin Eleonore Magdalene von Pfalz-Neuburg. Er bewog den Bruder des Kaisers, Karl VI. (HRR), zur Rückkehr aus Katalonien. Dieser bestätigte Wratislaw in seinen Ämtern und so verblieb er in der Folgezeit in Wien.

## Lebensende und Epitaph in Prag
Am 21. Dezember 1712 verstarb Johann Wenzel Wratislaw von Mitrowitz als Oberster Kanzler von Böhmen an einer Herzinsuffizienz in Wien. In der Jakobskirche in der Prager Altstadt bei den Bettelmönchen der reformierten Franziskaner, den Minoriten wurde ihm ein eindrucksvolles Epitaph nach einem Entwurf des Johann Bernhard Fischer von Erlach von Ferdinand Maximilian Brokoff errichtet; eine dramatische Darstellung des Leben, der Macht und der Zeit, die alle zum Tode führen. Zu Füßen des Grafen Jan Vratislav von Mitrowitz befindet sich eine Darstellung des Gottes Chronos.